# NGC 3981
NGC 3981 (другие обозначения — ESO 572-20, MCG -3-31-1, UGCA 255, ARP 289, VV 8, IRAS11535-1937, PGC 37496) — спиральная галактика в созвездии Чаши. Открыта Уильямом Гершелем в 1785 году.
Этот объект входит в число перечисленных в оригинальной редакции «Нового общего каталога».
В 1979 году было проведено исследование NGC 3981. Это взаимодействующая пара галактик, подобная M 51. Абсолютная звёздная величина галактики в полосе V составляет −19,7m. Её поверхностная яркость в центре составляет 19m на квадратную секунду дуги, видимая — 12,4m. Показатель цвета B−V ― 1,0m. Поверхностная яркость в центре компаньона ― 21m на квадратную секунду дуги, B−V ― 0,4m. В спиральных рукавах галактики цвет составляет 0,6m. Расстояние до системы составляет 18 Мпк, а между парой галактик — 6,5 кпк. Компаньон вращается вокруг галактики, его скорость совпадает со скоростью вращения галактики по кривой вращения. Галактика NGC 3981 входит в состав группы галактик NGC 4038, на что указывают одинаковые лучевые скорости в системе.